# الحرب الغلاطية
الحرب الغلاطية هي حرب اندلعت بين شعوب الكلت الغالية التي استوطنت غلاطية والجمهورية الرومانية مدعومة بحليفتها مملكة بيرغاموم عام 189 قبل الميلاد. جرت أحداث الحرب في غلاطية الواقعة في منتصف آسيا الوسطى.
هزم الرومان حينها السلوقيين خلال الحرب الرومانية السلوقية، وأجبروهم على المطالبة بالسلام. عقب انتصار الرومان في سوريا، وجهوا أنظارهم نحو القبائل الغالية الموجودة في غلاطية، والتي هاجرت نحو آسيا الصغرى قبل 100 عامٍ من النزاع العسكري. نفذ الحاكم الروماني، غنايوس مانليوس فولسو، الغزو مدعيًا أنه جاء انتقامًا من الغلاطيين لأنهم وفروا الدعم للجيوش السلوقية خلال الحرب السابقة. بدأ فولسو حملته بدون حصوله على إذنٍ من مجلس الشيوخ الروماني. انضمت مدينة بيرغاموم إلى الرومان، وزحفت جيوشهم برًا وهاجمت الغلاطيين. انتصر الرومان وحلفاؤهم على الغلاطيين في معركة على جبل أوليمبوس، ثم انتصروا مجددًا على الغلاطيين وهزموا جيشهم الضخم في معركة قرب أنقرة.
أُجبر الغلاطيون إثر تلك الهزائم على طلب السلام، وعاد الرومان إلى ساحل آسيا الصغرى. لكن عندما عاد مانليوس فولسو إلى روما، اتُهم بتهديد السلام بين السلوقيين وروما. أُعفي لاحقًا من تلك التهم ومنحه مجلس الشيوخ وسام النصر.

## تمهيد
في العام 191 قبل الميلاد، غزا أنطيوخوس الثالث، وهو رأس الإمبراطورية السلوقية في آسيا، بلاد اليونان. فقرر الروم التدخل، وهزموا السلوقيين في معركة ثيرموبلي. أُجبر السلوقيون إثر هزيمتهم على يد الرومان إلى الانسحاب نحو آسيا الصغرى. فلاحقهم الروم عبر بحر إيجة، وتمكنوا مع حلفائهم في بيرغاموم، إلحاق هزيمة ساحقة بالسلوقيين في معركة مانيزا.
طلب السلوقيون السلام، وأرسوا اتفاقية السلام مع سكيبيو أزياتيكوس. في فصل الربيع، وصل الحاكم الجديد، غنايوس مانليوس فولسو، ليستلم زمام أمور الجيش من سكيبيو أزياتيكوس. أُرسل فولسو لإجراء معاهدة كان شيبيو بصدد ترتيبها. لكنه لم يكن راضيًا بالمهمة الموكلة إليه، وبدأ يخطط لحربٍ جديدة. خاطب فولسو الجنود وحياهم على انتصارهم، ثم اقترح عليهم خوض حربٍ جديدة ضد الغاليين الغلاطيين في آسيا الصغرى. ادعى فولسو أن الغلاطيين وفروا دعمًا للجنود السلوقيين في معركة مانيزا. أما السبب الرئيس وراء الغزو، فهو رغبة مانليوس فولسو بالتحصّل على ثروة الغلاطيين –أصبح هؤلاء أثرياء إثر سلب ونهب جيرانهم– والحصول على المجد والفخر.
كانت تلك الحرب أول مرة يشنّ فيها جنرال روماني حربًا بدون موافقة مجلس الشيوخ أو الشعب الروماني. كانت تلك سابقة خطيرة، وأصبحت مثالًا على حروب مستقبلية.
بدأ مانليوس فولسو تحضيرات الحرب عبر استدعاء مملكة بيرغاموم وطلب العون منها. لكن يومنس الثاني، ملك بيرغاموم، كان في روما، لذا استلم شقيقه أتالوس الثاني فيلادلفوس، وهو وصي العرش، قيادة الجيش البيرغامي. انضم أتالوس الثاني إلى الجيش الروماني بعد عدة أيام، وتألف جيشه من ألف جندي مشاة و500 عنصر من سلاح الفرسان.

## الزحف برًا
بدأ الجيش الروماني–البيرغامي زحفه من أفسس. تقدم الجيش برًا عابرًا مانيزا على نهر مياندر وصولًا إلى تخوم ألاباندا، حيث التقى هناك بجيشٍ يقوده شقيق أتالوس ومؤلف من ألف جندي مشاة و300 من سلاح الفرسان. زحف الجيش بأكمله نحو أنطاكية ليلتقي بسلوقس الرابع، ابن أنطيوخوس الثالث، الذي عرض عليهم الذرة ضمن الاتفاقية التي أُبرمت بين السلوقيين والروم.
زحف الجيش برًا عبر وادي مياندر العلوي وبامفيليا، وجمعوا رسومًا من الأمراء والطغاة المحليين بلا معارضة تذكر. تقدموا بعدها نحو تخوم شيبريا التي حكمها الطاغية مويجيتسه المعروف بقسوته. عندما وصل المبعوثون الرومان إلى المدينة، توسلهم الطاغية ألا يدمروا الأراضي لأنه حليف روما، ووعدهم بمنحهم 15 طالنط. طلب المبعوثون من مويجيتسه إرسال مبعوثين إلى مخيم فولسو.